# Aage Niels Bohr
Aage Niels Bohr (Copenaghen, 19 giugno 1922 – Copenaghen, 8 settembre 2009) è stato un fisico danese.

## Biografia
Aage Niels Bohr fu figlio d'arte: nacque da Margrethe e Niels Bohr, illustre fisico che diede importanti contributi allo studio dell'atomo e alla meccanica quantistica. Cresciuto tra fisici come Wolfgang Pauli e Werner Karl Heisenberg, scelse con successo la strada della fisica nucleare. Frequentò il Sortedam Gymnasium di Copenaghen e quindi fisica all'Università di Copenaghen a partire dal 1940 (pochi mesi dopo l'occupazione tedesca). In questo periodo aiutava il padre nella corrispondenza e nella stesura dei suoi articoli scientifici, prendendo confidenza con gli esperimenti di fisica.
Nell'ottobre 1943 fuggì con la famiglia in Svezia e poi in Inghilterra. Fece ritorno in Danimarca nell'agosto 1945. In questo periodo entrò a far parte, accanto al padre, di un team di ricerca al Dipartimento di Ricerca Scientifica e Industriale di Londra. Tali studi, in particolare su alcuni aspetti sulla teoria atomica, gli valsero un Master al suo ritorno in Danimarca nel 1946. 
Vinse il Premio Nobel per la fisica nel 1975, cinquantadue anni dopo il padre.